# Joan Dessy i Martos
Joan Dessy Martos fou un polític català d'ideologia republicana, diputat a les Corts Espanyoles durant la restauració borbònica.
Fou elegit diputat pel districte del Vendrell a les eleccions generals espanyoles de 1891. Després ingressà en el Partit Republicà Radical, amb el que fou candidat pel districte de Granollers a les eleccions generals espanyoles de 1910, però no fou escollit. El 1912 fou regidor de l'ajuntament de Barcelona i el 1914 fou vocal de la Junta de Museus de la Mancomunitat de Catalunya.